# Cheiridium itapemirinense
Cheiridium itapemirinense är en spindeldjursart som först beskrevs av Renato Neves Feio 1941.  Cheiridium itapemirinense ingår i släktet Cheiridium och familjen dvärgklokrypare. Inga underarter finns listade i Catalogue of Life.